# Betsy
Chó Betsy là một con chó thuộc giống chó Border Collie có bộ lông đen và trắng, được cho là một trong những con chó thông minh nhất thế giới.

## Tiểu sử
Betsy (sinh năm 2002) sống ở Vienna, Áo với chủ sở hữu của mình, người có biệt danh "Schäfer" (tiếng Anh: Người chăn cừu). Betsy cũng là một biệt danh được các nhà nghiên cứu nhận thức động vật trao cho cô. Khi được mười tuần tuổi, Betsy đã có thể ngồi theo lệnh và biết nhiều vật thể, chẳng hạn như một quả bóng và bộ chìa khóa, theo tên của chúng và sẽ lấy chúng theo lệnh bằng lời nói. Betsy được phát hiện sau khi chủ sở hữu của cô trả lời yêu cầu của Tạp chí National Geographic để gửi động vật thông minh để nghiên cứu. Betsy là một trong hai con chó (cả hai đều thuộc giống chó Border Collies) có trí thông minh vượt xa Rico, cũng là con chó giống Border Collie biết hơn 200 từ. Betsy đã được giới thiệu trên trang bìa của ấn bản National Geographic tháng 3 năm 2008.

## Sự thông minh
Betsy có vốn từ vựng hơn 340 từ, là đối thủ của loài vượn lớn về trí thông minh và tư duy một chiều. Sau khi nghe một từ chỉ hai lần, Betsy có thể giải mã rằng âm thanh là một mệnh lệnh hoặc chỉ dẫn và coi nó là như vậy. Betsy được cho là học theo cách tương tự như trẻ mới biết đi của con người, nếu không nhanh hơn. Betsy có khả năng diễn giải mối tương quan giữa một bức ảnh hai chiều và đối tượng mà nó mô tả, và có thể lấy lại vật phẩm chỉ bằng cách nhìn thấy hình ảnh, mặc dù chưa bao giờ nhìn thấy vật thể được mô tả hoặc bức ảnh trước đó. Trong quá trình thử nghiệm, Betsy đã lấy đúng được 38 trong số 40 lần. Betsy chỉ biết 15 người bằng tên của họ. Người ta tin rằng trí thông minh khác thường của Betsy có thể được quy cho sự liên kết kéo dài của loài chó với con người, sự tiến hóa và giống chó Border Collie, bởi giống này đã được phát hiện là giống chó thông minh nhất theo giáo sư tâm lý học Stanley Coren trong cuốn sách The Intelligence of Dogs. Juliane Kaminski, một nhà tâm lý học nhận thức đã thử nghiệm Betsy, đã đưa ra giả thuyết rằng khả năng của con chó là kết quả của việc sử dụng giống chó Border Collie làm chó nghiệp vụ, mức độ động lực cao của chúng và trong lịch sử chúng phải chú ý đến mệnh lệnh của chủ nhân khi tham gia chăn gia súc.